# 산악병대장

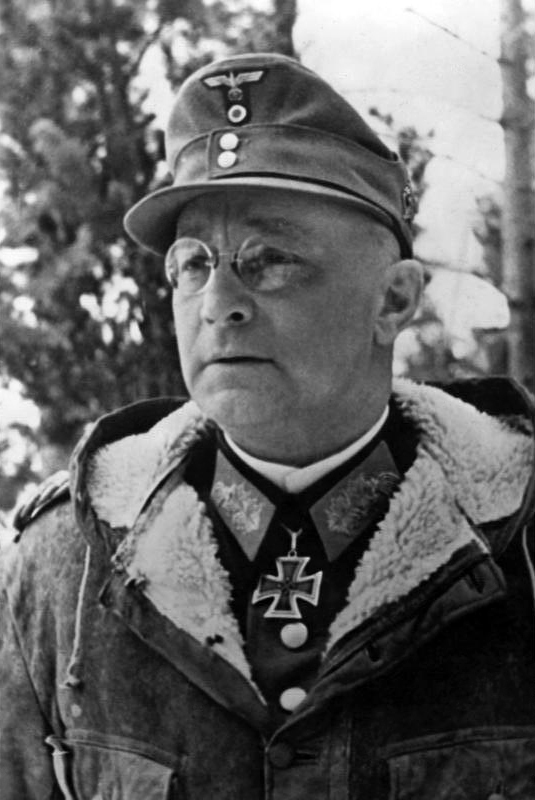
1943년 라플란드 전역의 프란츠 뵈흐메 산악병대장. 모자 왼쪽에 에델바이스 배지가 보인다.

산악병대장(독일어: General der Gebirgstruppe)은 독일 육군의 3성장군 계급이다. 1940년 국방군에 처음 도입되었다.
병과대장 중 비교적 새로이 만들어진 축에 속한다. 오랫동안 존재했던 기병대장, 포병대장, 보병대장과 동격이다. 그 외에 국방군 시절에 도입된 병과대장 계급으로는 기갑병대장, 공병대장, 강하병대장, 통신병대장이 있다.
산악병대장은 소매와 모자 인식표에 산악엽병의 상징인 에델바이스 배지를 달고 뾰족한 정모 대신 펑퍼짐한 M43 야전모를 착용하여 다른 장성과 구분되었다. 1942년 10월에는 다른 계급과 장성을 보다 쉽게 구분하기 위해 모자에 금테를 둘렀는데 산악병대장도 이에 준했다.

## 독일 국방군 산악병대장 목록
- 프란츠 뵈흐메(1885년–1947년): 자살
- 에두아르트 디틀(1889년–1944년): 1942년 6월 1일 상급대장 승진. 1944년 6월 23일 비행기 추락으로 사망
- 카를 에글지어(1890년–1944년): 1944년 6월 23일 비행기 추락으로 사망
- 발렌틴 프오르슈타인(1885년–1970년)
- 게오르크 리터 폰 헹글(1897년–1952년)
- 페르디난트 요들(1896년–1956년)
- 루돌프 콘라트(1891년–1964년)
- 한스 크라이징(1890년–1969년)
- 루트비히 퀴블러(1889년–1947년): 유고슬라비아에서 처형당함
- 후베르트 란츠(1896년–1982년)
- 율리우스 링겔(1889년–1967년)
- 페르디난트 쇠르너(1892년–1973년): 1944년 4월 1일 상급대장 승진. 1945년 4월 4일 야전원수 승진
- 한스 슐레머(1893년–1973년)
- 한스 카를 막시밀리안 폰 레 주이레(1898년–1954년)
- 쿠르트 페르조크(1895년–1963년)
- 에밀 포겔(1894년-1985년)
- 프리드리히욥스트 폴카머 폰 키르헨지텐바흐(1894년–1989년)
- 아우구스트 빈터(1897년–1979년)

## 같이 보기
- 병과대장